# Parallelia malgassica
Parallelia malgassica là một loài bướm đêm trong họ Erebidae.